# Christian Stengel
Christian Stengel, né le 22 septembre 1902 à Marly-le-Roi et mort le 15 juin 1986 à Versailles, est un réalisateur, scénariste et producteur de cinéma français.

## Biographie
Son patronyme lui vient de la famille danoise de son père, Frédéric, qui servit dans l'armée française durant la Guerre de 1914-1918. Sa mère, Juliette Gacon, était française.
Frédéric et Juliette étaient mariés chacun avec la sœur et le frère de l'autre : Berthe Stengel, sœur de Frédéric, était mariée à François Gacon, frère de Juliette. Ils eurent trois enfants, dont un fils, Jean, qui devait adopter le nom d'artiste Jean Solar.
Entre 1941 et 1945, Christian Stengel fut directeur du département de la photographie de Pathé. Comme réalisateur, il travailla à plusieurs reprises avec son cousin germain, Jean Solar. Ce dernier participa à plusieurs de ses films comme compositeur ou acteur, notamment dans Seul dans la nuit (1945), avec Bernard Blier et Sophie Desmarets, La Famille Duraton (1939), avec Noël-Noël, Jules Berry ; dans Je chante (1938) avec Charles Trenet, et dans Les Pirates du rail (1937) avec Charles Vanel et Erich von Stroheim.

## Filmographie
- 1937 : L'Homme de nulle part, coréalisé avec Pierre Chenal
- 1937 : Les Pirates du rail
- 1938 : Je chante
- 1939 : La Famille Duraton
- 1945 : Seul dans la nuit
- 1947 : Rêves d'amour[3]
- 1947 : Le Village perdu
- 1948 : La Figure de proue
- 1950 : Rome-Express
- 1950 : Coups de chapeau (court métrage)[4]
- 1951 : Pas de pitié pour les femmes
- 1951 : La Plus Belle Fille du monde
- 1952 : Minuit quai de Bercy
- 1954 : Mourez, nous ferons le reste
- 1955 : Casse-cou, mademoiselle
- 1957 : Vacances explosives